# Персі Вілсон
Персі Вілсон (англ. Percy Wilson, 1879–1944) — американський ботанік.

## Біографія
Спочатку він працював у Нью-Йоркському ботанічному саду (NYBG) асистентом. Потім Вілсон став помічником Натаніеля Лорда Бріттона, головного директора NYBG. У 1902 році Вілсон супроводжував Бріттона у його ботанічних дослідженнях Пуерто-Рико. У 1905 році Вілсон став особистим помічником Бріттона, яким він залишався до виходу Бріттона на пенсію в 1929 році. У 1914 році Вілсон став помічником куратора Нью-Йоркського ботанічного саду. Вілсон пішов у відставку в 1939 році. Вілсон був (співавтором) понад 280 ботанічних назв.

## Праці
- North American Flora, 1909 (разом з Пером Акселем Рідбергом, Норманом Тейлором, Натаніелем Лордом Бріттоном, Джоном Канкелем Смоллом і Джорджем Валентином Нешем)
- The Vegetation of Vieques Island, 1917[4]
- Botany of Porto Rico and the Virgin Islands. Descriptive flora - Spermatophyta, 1923 (спільно з Бріттоном)